# 免力帖木兒
免力帖木儿（羅馬化：Manglī tīmūr bāīrī，？—1425年），明朝哈密国王，蒙古贵族，忠顺王脫脫的从弟。
永乐九年（1411年）封免力帖木儿忠义王，受命世守哈密。次年，遣使贡马，请在哈密设置僧纲司，以僧速都剌失为僧纲，获准。从此岁贡不断，常贡马千匹。十七年（1419年），因为礼遇西域的朝贡使，获得明成祖赏赐绮帛七十匹。他遣使向朝廷告发瓦剌贤义王掠夺哈密的边境，明朝遣使斥责太平。洪熙元年（1425年），免力帖木儿卒。次年，明朝派遣官员赐祭。

## 帖木儿帝国使者的记录
1419年，帖木兒王朝統治者沙哈魯派遣使者到明朝，隨行的吉亞蘇丁·納卡什寫了一篇寫出使契丹（明朝）的日記。
齋月的21日（公曆1420年8月1日），他們到達了哈密力（Hamil）鎮……一個非常英俊的年輕人，名叫免力帖木兒巴里（Manglī tīmūr bāīrī），統治著哈密力。
 — Ghiyasuddin Nakkash《契丹遣使記》
這裡的「Manglī tīmūr bāīrī」被認為即明朝所稱的免力帖木兒（可能與阿里不哥之子明里帖木兒同名，《明史》誤記為兔力帖木兒）。

### 史书
- 《明史》
- 《明实录》

| 前任： 忠顺王脫脫 | 哈密国国王 (1411年-1425年) | 继任： 忠顺王卜答失里 |